# بطباط إهليلجي
بطباط إهليلجي (الاسم العلمي: Polygonum ellipticum) هي نوع من النباتات يتبع جنس البطباط من فصيلة البطباطية.